# Kazimierz Tarnowski
Kazimierz Tarnowski (ur. 1915, zm. 1986) – hodowca psów myśliwskich: wyżłów niemieckich i pointerów. W 1936 r. w Tarnowie założył istniejącą do dzisiaj hodowlę psów myśliwskich Brutar. W latach siedemdziesiątych podjął próbę stworzenia polskiej rasy wyżła, jednak choroba pokrzyżowała te plany. Od 1988 r. co dwa lata w Tarnowie odbywają się Field Trialsy im. Kazimierza Tarnowskiego. Amatorsko zajmował się malarstwem.